# Villaines-sous-Lucé

Villaines-sous-Lucé este o comună în departamentul Sarthe, Franța. În 2009 avea o populație de 691 de locuitori.